# Универсален комуникационен формат
Универсален комуникационен формат, УКФ (на английски: Universal communication format, UCF) е комуникационен протокол, разработен от Института IEEE за мултимедийна комуникация. УКФ е предложен от Й. Хиранака, Х. Сакакибапа и T. Tакета от Университет Ямагата през 2005.
От извадката
 Различни интелигентни оборудвания и софтуер са постепенно проектирани за да комуникират с друг вид оборудване или софтуер. Въпреки това форматът на данните, който може да се смята за универсален и почти безкрайно използваем все още не е налице. В тази техническа документация ние представяме УКФ като кандидат за формат за двупосочна комуникация на данни и показваме неговото обичайно приложение за мултимедийни данни. УКФ е формиран с обект-адрес и данни, които да бъдат изпратени. Комуникациите могат просто да бъдат осъществявани и представяни чрез изпращане на УКФ данни към изискваните и желани посоки.
УКФ се използва от няколко комерсианлни приложения за Web конференции.

## Списък със софтуер, използващ УКФ
- Cisco WebEx